# Instituto Pedagógico de Miranda José Manuel Siso Martínez
El Instituto Pedagógico de Miranda José Manuel Siso Martínez es un centro de estudios superiores de carácter oficial adscrito a la Universidad Pedagógica Experimental Libertador que orienta su quehacer, entre otros aspectos básicos, hacia la formación de recursos humanos para la educación. Está conformada por tres Subdirecciones, una Secretaría, unidades y departamentos adscritos correlacionadamente según la estructura organizativa de la institución.
El Instituto Pedagógico de Miranda José Manuel Siso Martínez inicia su gestión en 1976 cuando el ministro de Educación, Dr. Luis Manuel Peñalver, nombra una Comisión Organizadora, quienes con un grupo de valiosos profesionales se dedicaron, en el lapso de dos años, a planificar la nueva institución docente que comienza sus actividades en abril de 1978. 
En sus inicios, esta casa de estudios se denominó Pedagógico del Este. Posteriormente el Ministerio de Educación resuelve denominarla Instituto Universitario Pedagógico Experimental “José Manuel Siso Martínez” y desde 1993 su denominación es Instituto Pedagógico de Miranda José Manuel Siso Martínez. Esta institución está anclada en el estado Miranda, región de amplia extensión geográfica y potencialidad para la creación y desarrollo.
La Sede principal está ubicada en La Urbina, Parroquia Petare Municipio Sucre del Estado Miranda
El Instituto Pedagógico de Miranda cuenta con dos extensiones en Nueva Cúa y en Río Chico.